# Кинотеатры Бреста

Кинотеатры в Бресте существуют с 1909 года. На 2021 год в Бресте работают 2 кинотеатра, оба подконтрольных государственной структуре КУП «Брестоблкиновидеопрокат».

## История
Согласно изданию «От Берестья до Бреста: из века в век» В. Мороза, В. Ежелова, первый кинотеатр в Бресте появился в 1909 году. По воспоминаниям штабс-капитана В. Догадина, который служил в Брестской крепости, в 1911 году в Бресте на Шоссейной улице (сейчас – проспект Машерова) «действовали два кинематографа, да в крепости еще один, то при обычной смене картин через три дня при желании можно было смотреть каждый день новую картину». С высокой степенью вероятности это были «Иллюзион», располагавшийся в доме Кобринца, и «Фантазия» — в доме Бирштейна.
В 1913 году в доме А. Сарвера по пер. Почтовому (сейчас – ул. Свердлова) работал кинотеатр «Лотос».
Кинотеатр «Адрия» (по некоторым данным первоначально назывался «Коалиция») начал работу в 1919 году в здании бывшей женской гимназии на улице Домбровской (сейчас – ул. Советская). Во время Второй мировой войны в кинотеатре показывали фильмов для немецких офицеров. Также в 1919 году работал кинотеатр на нынешней улице Пушкинская, в котором показывали немые фильмы под музыкальный аккомпанемент.
В 1925 году на базе кинотеатра железнодорожников был открыт школьный кинотеатр.
На 1933 год в Бресте работали 4 кинотеатра: «Адрия», кинотеатр Сарвера (сейчас – ул. Свердлова, 4), «Мираж» по ул. 3 Мая, 14 (современная ул. Пушкинская), «Свит» по ул. Унии Любельской, 21 (современная ул. Ленина).
С приходом советской власти все кинотеатры были национализированы и перешли в распоряжение областного кинотреста. В январе 1940 года кинотеатры были переименованы: кинотеатр Сарвера стал кинотеатром имени Горького, «Адрия» — «1 Мая», а «Мираж» – в «КИМ».
Во время Второй мировой войны фильмы транслировали в Большой Синагоге (на этом месте в будущем был построен кинотеатр «Беларусь»). После войны кинотеатр работал до конца 1960-х годов.
В 1946-м открылся детский специализированный кинотеатр «Смена».
В 1958 году в городском парке культуры и отдыха имени 1 Мая открылся кинотеатр «Летний». В 1959 году на Пушкинской улице построен кинотеатр «Мир» по типовому проекту. В 1961 году в парке имени 1 Мая открылся детский кинотеатр «Зорька».
В 1977 году после реконструкции здания открыт кинотеатр «Беларусь» (ул. Советская, 62).
На 1 января 1986 года в Бресте работало 7 кинотеатров: «1 Мая», «Беларусь», «Мир», «Смена», «Зорька», «Летний», «Юность».
В 1990-е годы киновидеоцентр «1 Мая» единственный в городской сети работал на самоокупаемости.
Зимой 2001 года завершилась реконструкция кинотеатра «Беларусь». В декабре 2010 года в кинотеатре «Мир» установлена система для показа 3D-фильмов.
В 2012 был закрыт старейший кинотеатр Бреста «1 Мая». 15 июня 2012 года после реконструкции открылся 3D-кинозал Дворца культуры профсоюзов (ул. Московская, 275). На 2021 год кинозал не работает.
18 мая 2013 года на территории стоянки городского парка культуры и отдыха открылся первый в Бресте автокинотеатр «Рандеву». Автокинотеатр был рассчитан на 50 автомобилей. Закрыт 1 мая 2017 года

## Список кинотеатров
В списке представлены закрытые, действующие и будущие кинотеатры Бреста. Они располагаются в алфавитном порядке.
Таблица:
- Название — название кинотеатра;
- Открыт — дата открытия кинотеатра;
- Закрыт — дата закрытия для недействующих кинотеатров;
- Архитекторы — имя и фамилия архитекторов;
- Адрес — адрес, где находится или находился кинотеатр;
- Примечания — дополнительные пояснения;
- Ссылки — источники;

### Действующие
Цветом выделены временно закрытые кинотеатры
| Название | Открыт | Архитекторы     | Адрес             | Изображение | Примечания                                   | Ссылки        |
| -------- | ------ | --------------- | ----------------- | ----------- | -------------------------------------------- | ------------- |
| Беларусь | 1977   | Ростислав Шилай | ул. Советская, 62 |             | 3D-кинотеатр с тремя залами на 1021 зрителя. | [ 8 ] [ 9 ]   |
| Мир      | 1959   |                 | ул. Пушкинская, 7 |             | 1-зальный 3D-кинотеатр на 378 зрителей.      | [ 10 ] [ 11 ] |

### Закрытые
| Название                 | Открыт | Закрыт | Архитекторы | Адрес                                      | Примечания | Ссылки       |  |
| ------------------------ | ------ | ------ | ----------- | ------------------------------------------ | --- | ------------ |  |
| 1 мая                    | 1919   | 2012   |             | ул. Советская, 29                          | Широкоэкранный кинотеатр со зрительным залом на 240 мест. До января 1940 года – «Адрия» на 260 мест.          | [ 5 ]        |  |
| 3D-кинозал ДК профсоюзов | 2012   | н/д    |             | ул. Московская, 275                        | 3D-кинозал на 160 зрителей.                                                                                   |              |  |
| Автокинотеатр «Рандеву»  | 2013   | 2017   |             | Стоянка городского парка культуры и отдыха | Автокинотеатр на 50 автомобилей с экраном 5 на 10 метров. Звук транслировался на радиочастоте 93,7 FM.        |              |  |
| Зорька                   | 1961   | н/д    |             | Парк имени 1 Мая                           | Широкоэкранный детский кинотеатр с залом на 105 мест.                                                         | [ 5 ]        |  |
| Иллюзион                 | н/д    | н/д    |             | ул. Шоссейная                              | |              |  |
| Кинотеатр Сарвера        | н/д    | н/д    |             | ул. Свердлова, 4                           | Зал на 495 мест. Ранее – «Лотос». С 1940 – кинотеатр имени Горького.                                          |              |  |
| Летний                   | 1958   | н/д    |             | Парк имени 1 Мая                           | Широкоэкранный кинотеатр с залом на 470 мест.                                                                 | [ 5 ]        |  |
| Маяк                     | 1964   | н/д    | М. Пак      | ул. Сикорского, 76                         | Зрительный зал на 392 места. Специализировался на показе кинофильмов прошлых лет. Позже - кинотеатр «Юность». | [ 5 ] [ 12 ] |  |
| Мираж                    | н/д    | 1944   |             | ул. 3 Мая, 14                              | Зал на 181 место. С 1940 – «КИМ».                                                                             |              |  |
| Свит                     | н/д    | н/д    |             | ул. Унии Любельской, 21                    | Зал на 398 мест.                                                                                              |              |  |
| Смена                    | 1946   | 1990-е |             | ул. К. Маркса, 37                          | Кинозал на 130 мест.                                                                                          | [ 5 ]        |  |
| Фантазия                 | н/д    | н/д    |             | ул. Шоссейная                              | |              |  |
| Школьный кинотеатр       | 1925   | н/д    |             |                                            | Открыт на базе кинотеатра железнодорожников.                                                                  |              |  |